# میکو تاشیرو
میکو تاشیرو (انگلیسی: Miku Tashiro؛ زادهٔ ۲۵ ژانویهٔ ۱۹۹۴) جودوکار زن اهل ژاپن است.
وی در مسابقات کشوری و بین‌المللی در مجموع برندهٔ ۱ مدال طلا، ۲ مدال نقره، ۲ مدال برنز شده‌است.